# Bodești (Fehér megye)
Bodești falu Romániában, Erdélyben, Fehér megyében. Közigazgatásilag Aranyosvágás községhez tartozik.

## Fekvése
Aranyosvágás közelében fekvő település.

## Története
Bodeşti korábban Aranyosvágás része volt, 1956 körül vált külön 210 lakossal.
1966-ban 233, 1977-ben 247, 1992-ben 162, 2002-ben pedig 154 román lakosa volt.